# Nonhyeongojan-dong
Nonhyeongojan-dong (koreanska: 논현고잔동) är en stadsdel i staden Incheon i den nordvästra delen av Sydkorea, 30 km väster om huvudstaden Seoul. Den ligger i stadsdistriktet Namdong-gu.